# Cody Ross

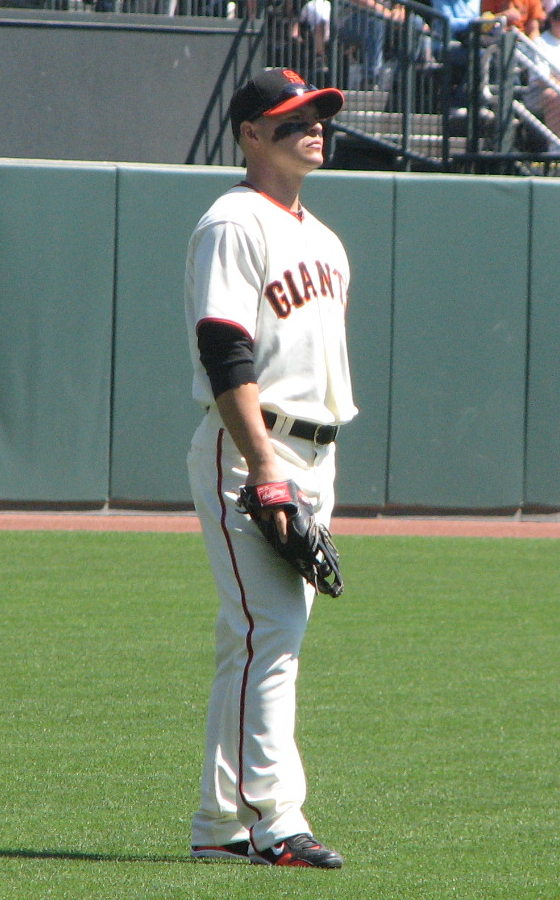

Cody Joseph Ross (23 de dezembro de 1980) é um jogador profissional de beisebol estadunidense.

## Carreira
Cody Ross foi campeão da World Series 2010 jogando pelo San Francisco Giants.